# Діонізас Пошка
Діоні́зас По́шка (лит. Dionizas Poška, пол. Dionizy Paszkiewicz; 1764 — 12 травня 1830, село Барджяй, нині Шилальського району, Литва) — литовський поет, етнограф, лексикограф, колекціонер.

## Біографія
Народився в дрібнопомісній шляхетській сім'ї. Навчався і єзуїтській колегії в Крожах (Кражяй). Служив в суді в Росієнах (Расейняй). Придбавши помістя, з 1790 прожив у ньому до кінця своїх днів.
Підтримував зв'язки й відомими істориками, любителями та колекціонерами давнини Йоахимом Лелевелем, І. М. Лобойко, Н. П. Рум'янцевим.

## Баубліс
Вивчав історію і етнографію литовського народу, проводив розкопки курганів та поховань, колекціонував предмети давнини — старовинні книги, монети, зброю, археологічні знахідки. Видовбавши стовбури двох величезних дубів, — по числу річних кілець нібито тисячолітніх, — названих «Баубляй» (множина; однина «Баубліс»), спорудив всередині них подобу музею давнини (1812). Баубліси в селі Бійотай (Bijotai) вважаються першим музеєм в Литві. З 1962 року «Баубляй» — філіал шяуляйського музею «Аушри» («Aušros» muziejus). В 1969 році оголошені пам'ятниками історії республіканського значення.

## Творчість
Писав польською та литовською мовою дидактичні і сатиричні вірші, оди, елегії, панегірики, епіграми. Майже нічого не публікував. Основний поетичний твір «Чоловік Жемайтії та Литви» («Mužikas Žemaičių ir Lietuvos»; опублікований 1886). Ода, написана александрійським віршем, близька до поеми (часто називають поемою); прославляє селянський труд і висміює як уявне співчуття поміщиків до кріпаків.
Опублікував польською мовою ряд статей з історії та етнографії Жемайтії. Впорядковував польсько-латинсько-литовський словник.

## Твори
- Raštai. Vilnius. 1959.